# Paige Rense
Paige Rense, alias Paige Rense Noland (4 mai 1929 - 2 janvier 2021) est une journaliste américaine.
Elle est éditrice en chef d'Architectural Digest (en) de 1975 à 2010.
Elle fut mariée à Kenneth Noland.